# ブリティッシュ・レーシング・モータース
ブリティッシュ・レーシング・モータース（British Racing Motors，BRM）は、かつてF1に参戦していたコンストラクター。1962年のコンストラクターズチャンピオン。チーム名は主にオーウェン・レーシング・オーガニゼーション（Owen Racing Organisation）として活動していた。

## 沿革

### 創設
ブリティッシュ・レーシング・モータースは第二次世界大戦直後の1945年に、技術者のレイモンド・メイズとピーター・バーソンにより創設された。イタリア車やドイツ車が席巻していたグランプリレースにイギリス製のフォーミュラカーで参戦し、英国自動車工業界の威信を示すという理念を掲げ、開発資金の出資を募った。

### 1950年代

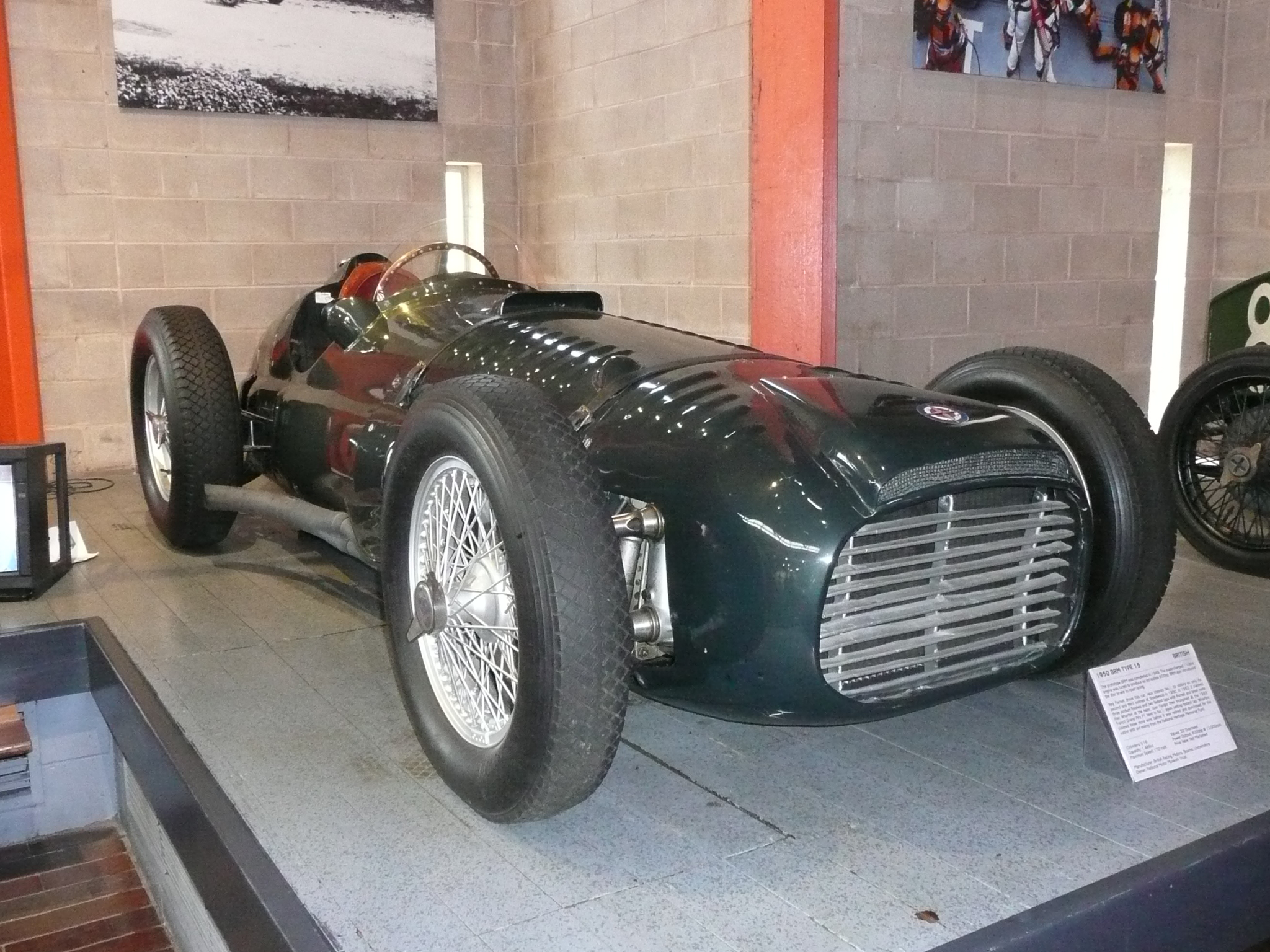
過給式V16エンジンを搭載した処女作15

航空用エンジンから発想を得たスーパーチャージャー付きV型16気筒エンジンは開発が難航し、1950年のF1世界選手権開幕に間に合わず、地元イギリスGPでデモ走行を行うに止まった。翌年のイギリスGPでデビュー（5位入賞）したが、選手権が翌年から2年間はF2規定で行われたため、このエンジンは国内レース以外に使い道がなくなってしまった。チームは共同出資者のひとりであるアルフレッド・オーウェン卿に買収され、新たに直列4気筒エンジンを開発し、1956年からF1に再挑戦した。
その後もBRMが足踏みしている間、後発のヴァンウォールやクーパーが英国勢として先んじて成功を収めた。ようやく1959年の第3戦オランダGPでヨアキム・ボニエが初優勝を果たしたが、ミッドシップマシンへの移行期に再び低迷した。

### 1960年代
1961年から施行された1,500ccエンジン規定には、初期はコヴェントリー・クライマックスからエンジン供給を受けたことでしのぎ、シーズン後半からはインジェクター付きのV型8気筒エンジンを開発。技術部門の新統括者トニー・ラッドが手掛けたP57は、1962年に突如一線級のマシンとなる。チームメカニック出身のドライバー、グラハム・ヒルが9戦中4勝を挙げ、ロータスのジム・クラークを振り切りワールドチャンピオンとなり、コンストラクターズとの2冠を達成した。
1965年までの4年間はロータス（クラーク）対BRM（ヒル）のライバル対決がF1界の中心となり、ヒルはモナコGPを3連覇し「モナコ・マイスター」と讃えられた。また、ヒルと名コンビを組んだリッチー・ギンザーに代わり、1965年に加入したジャッキー・スチュワートは早くも1勝を挙げ、驚異の新人と呼ばれた。

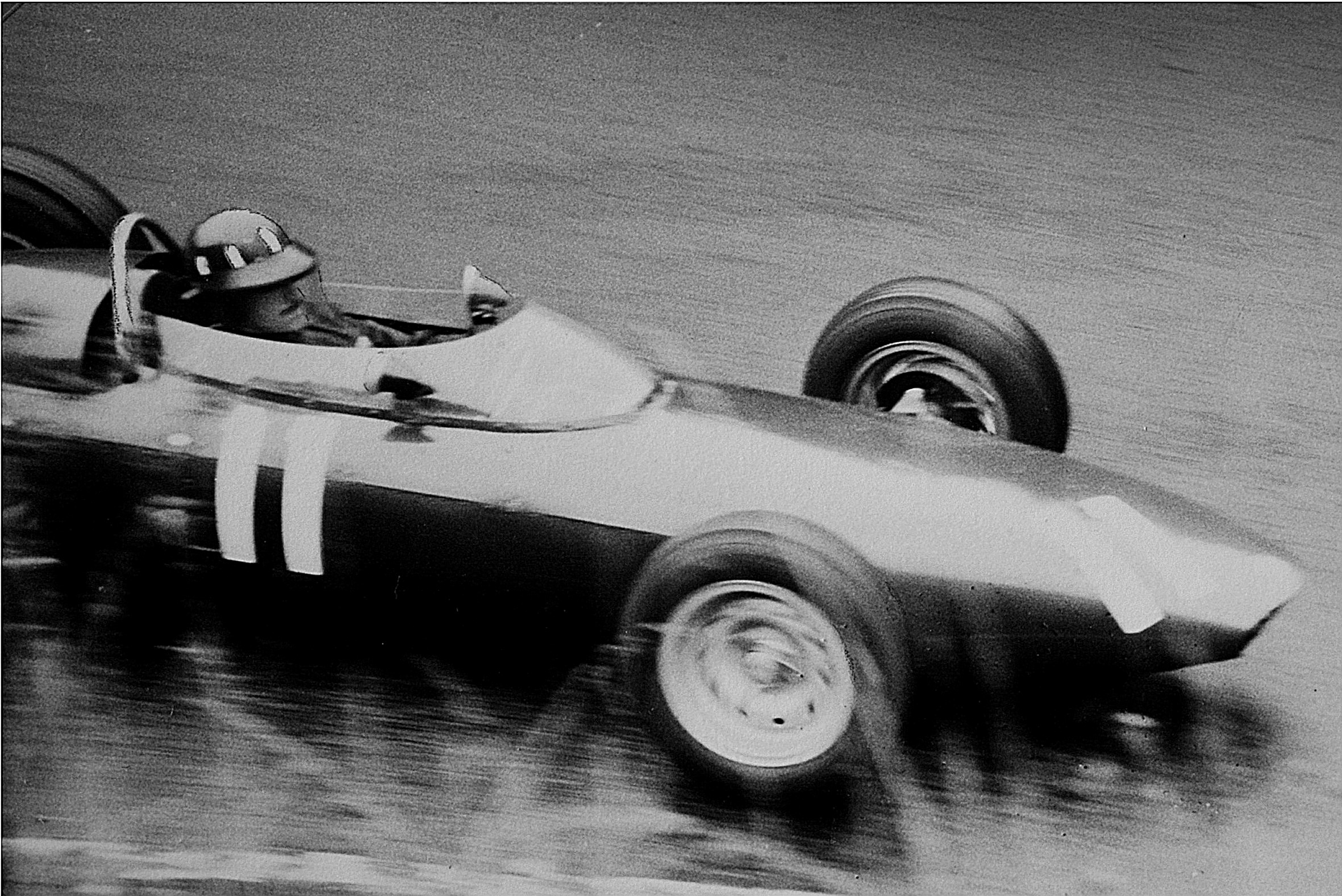
1962年ドイツGPにてグラハム・ヒルがP57をドライブする。

1500ccエンジンの成功期が終わり、チームは1966年から施行された新規定用に3,000ccのH型16気筒のP-75エンジンを開発する。同エンジンは水平対向8気筒を2段重ねし、2本のクランクシャフトからアイドラーギアで出力を纏めて取り出したF1史上でも類を見ないレイアウトのエンジンだった。このエンジンは馬力こそあれ重量超過で壊れやすく、おまけにアウトプットシャフトの位置の高さと下面の排気管の取り回しから重心も高くなってしまうという明らかな失敗作だった。2年間の試行が行われたが成績は低迷し、開発は放棄。ヒルとスチュワートは移籍してしまった。供給先のロータスが下記の通り一勝を上げたのはせめてもの慰めであった。その後、V型12気筒のP-142エンジンを開発したが非力さは否めず、ラッドもチームから離脱した。

### 1970年代

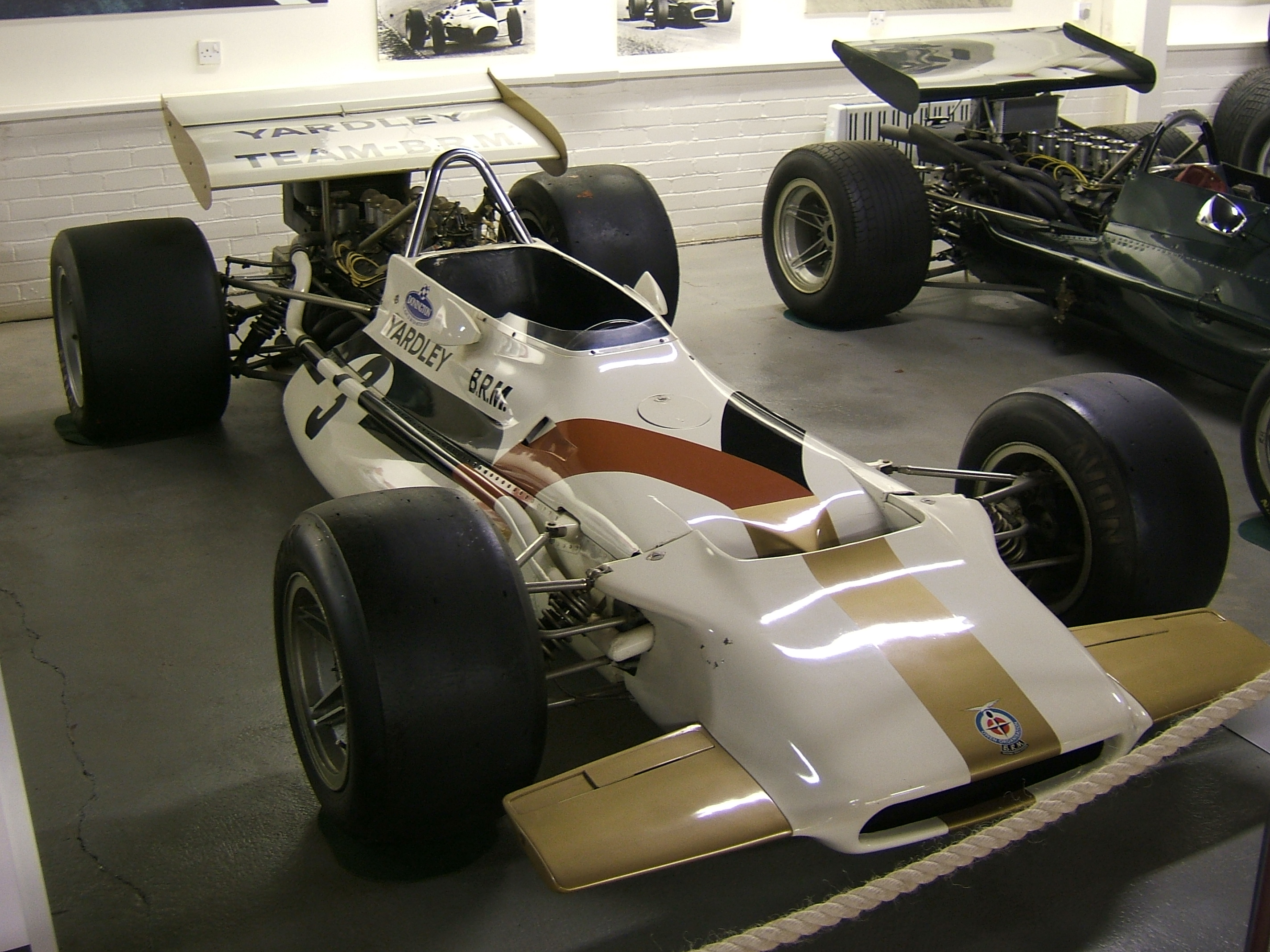
ヤードレーカラーのP153（ドニントン・グランプリ・コレクション収蔵）

1970年、チームは化粧品会社ヤードレーのスポンサードを得て体制を強化。新デザイナー、トニー・サウスゲートが手掛けたマシンで5年ぶりの1勝を得る。翌1971年も新車P160で3勝を挙げコンストラクターズ2位へ浮上したが、スポーツカーレースでペドロ・ロドリゲスとジョー・シフェールの看板ドライバー2人が相次いで事故死するという悲劇に見舞われた。代役のピーター・ゲシンがイタリアGPを制したが、このレースはゲシン以下5位までが0.61秒差でゴールするF1史上最高の大接戦だった。
1972年にはタバコブランド、マールボロという大スポンサーを獲得し、一気に5台体制での参戦となった（ドライバーはスポット参戦を含め計10名）。大雨のモナコGPでジャン＝ピエール・ベルトワーズが見事に勝利したが、新車P180で躓き、体制もやや拡げ過ぎであった。1973年はベルトワーズにクレイ・レガツォーニ、ニキ・ラウダの3台体制で臨み、ラウダは好走が認められ、翌年フェラーリ入りを果たすことになる。
1974年、スポンサーのマールボロがマクラーレンに鞍替えしたため、一転して資金難に陥る（ちなみに、前スポンサーのヤードレーもマクラーレンに移っている）。オーナーであるオーウェン卿の死により、チームは妹婿のルイス・スタンレー卿に譲られ、スタンレー・BRM（Stanley-BRM）へ再編される。翌1975年以降、1台体制で細々と参戦を続けたが、1977年のイタリアGPを最後にチームは消滅した。

## エンジン供給

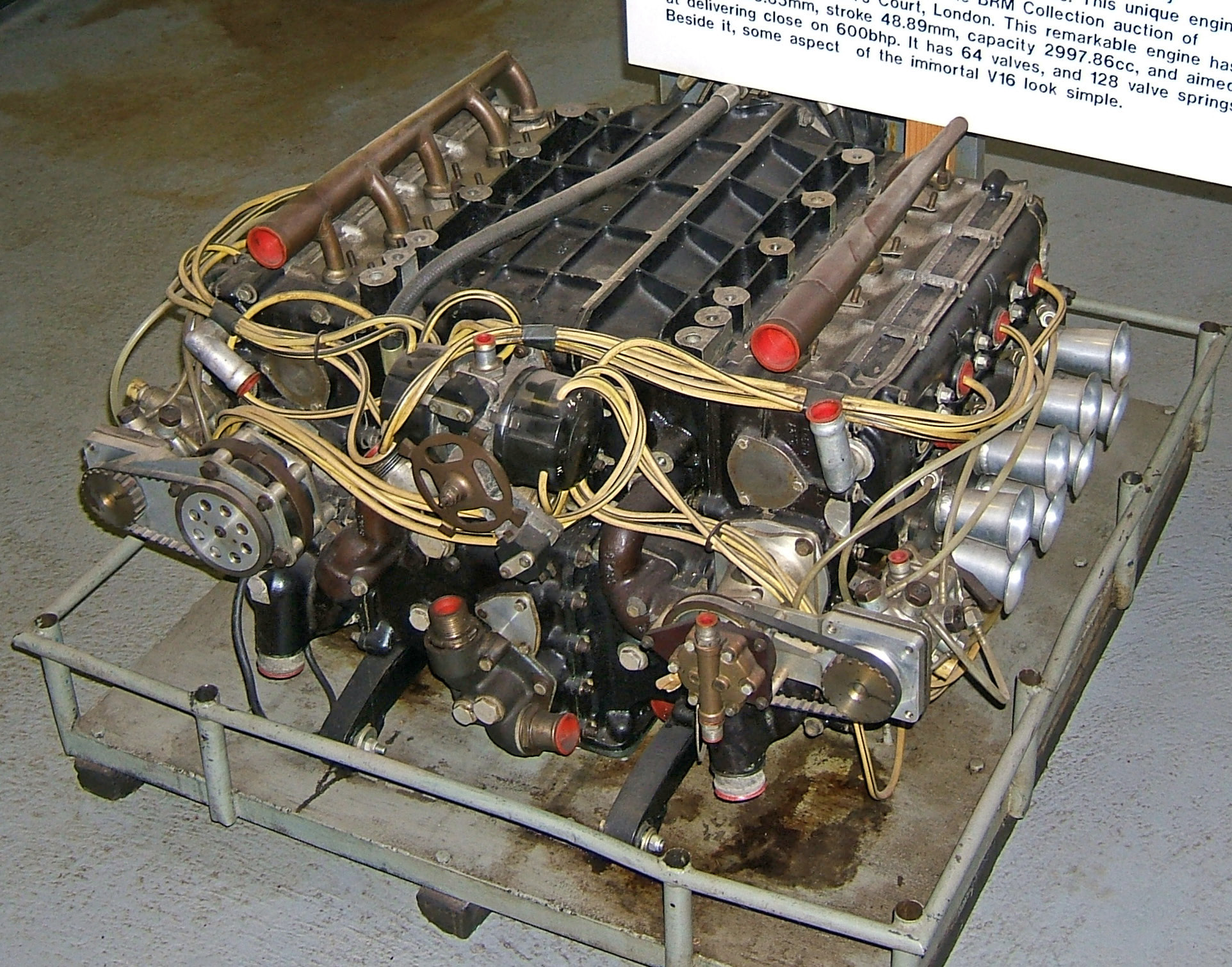
H型16気筒のBRM・P75エンジン

他の英国系チームがコヴェントリー・クライマックスやフォード・DFVなどの市販レーシングエンジンを使用していたのに対し、BRMは新レギュレーションに対応したエンジンの開発が間に合わなかった1961年を除けば、一貫してシャシーとエンジンを自社製作するフルコンストラクターとして参戦していた。他チームへのエンジン供給も行っており、1962年から1965年にかけては、1,500ccのP56エンジンをBRP、ギルビーなどのチームが搭載した他、ロータスやブラバムのシャシーと組み合わせて、多くのプライベーターが使用した。
1966年に開発したH型16気筒のP-75はロータスも使用したが（タイプ43）、BRM同様に低迷の原因となり、ジム・クラークがアメリカGPでこのエンジン唯一の勝利を得るに止まった。この他、V型12気筒のP-142をマクラーレン、クーパーなどグランプリF1チームやスポーツカーレースのミラージュが使用した。

## 復活、SWCへの参戦
1992年、F1と同様のエンジン規定となったスポーツカー世界選手権をF1参入の好機と考え、BRMの名前が復活。完全オリジナルマシンのP351は自社製3.5リッターのV型12気筒エンジンを搭載。デザイナーはザクスピードのポール・ブラウン。
BRMは第1戦を欠場し第2戦のシルバーストーン500kmから参戦。しかし予選は通過するも、順位は最下位。このタイムは1つ前のゲプハルト・C91の1分50秒045から10秒遅れの2分00秒182であり、ポールポジションのプジョー・905からは約36秒遅れのタイムであった。また決勝ではスタート前にオイルポンプのトラブルが発生し、スタートすら出来なかった。第3戦となるル・マン24時間耐久レースでも20周程でリタイアとなっている。BRMはル・マンを最後にSWCから撤退。その後IMSA GTPのワトキンズグレン戦に参戦するが、こちらもリタイアに終わった。
後にP351をベースとしたオープンプロトタイプのP301をル・マンとISRS（インターナショナル・スポーツカー・レーシング・シリーズ）に参戦させたが、こちらも結果は残していない。

## 変遷表（コンストラクターとしての参戦のみ）
| 年     | エントリー名 | 車体型番              | タイヤ | エンジン                              | 燃料・オイル | ドライバー | ランキング | 優勝数 |
| ------ | --- | --------------------- | ------ | ------------------------------------- | ------------ | --- | ---------- | ------ |
| 1951年 | BRM Ltd | 15                    | D      | BRM P15(1.5L V16s)                    | -            | レグ・パーネル ピーター・ウォーカー ケン・リチャードソン ハンス・スタック | -*         | 0      |
| 1956年 | オーウェン・レーシング・オーガニゼーション                                                                             | P25                   | D      | BRM P25(2.5L L4)                      | -            | マイク・ホーソーン トニー・ブルックス ロン・フロックハート | -*         | 0      |
| 1957年 | オーウェン・レーシング・オーガニゼーション                                                                             | P25                   | D      | BRM P25(2.5L L4)                      | -            | ロン・フロックハート ロイ・サルヴァドーリ ハーバート・マッケイ＝フレーザー ジャック・フェアーマン レス・レストン                                                                               | -*         | 0      |
| 1958年 | オーウェン・レーシング・オーガニゼーション                                                                             | P25                   | D      | BRM P25(2.5L L4)                      | -            | ジャン・ベーラ ハリー・シェル ロン・フロックハート モーリス・トランティニアン マステン・グレゴリー ヨアキム・ボニエ                                                                            | 4(18pts)   | 0      |
| 1959年 | オーウェン・レーシング・オーガニゼーション ブリティッシュ・レーシング・パートナーシップ(P25)                           | P25                   | D      | BRM P25(2.5L L4)                      | -            | ハリー・シェル ヨアキム・ボニエ ロン・フロックハート | 3(18pts)   | 1      |
| 1960年 | オーウェン・レーシング・オーガニゼーション                                                                             | P25 P48               | D      | BRM P25(2.5L L4)                      | -            | ヨアキム・ボニエ グラハム・ヒル ダン・ガーニー | 3(18pts)   | 0      |
| 1961年 | オーウェン・レーシング・オーガニゼーション                                                                             | P48/57                | D      | クライマックスFPF(1.5L L4)            | -            | トニー・ブルックス グラハム・ヒル | 5(7pts)    | 0      |
| 1962年 | オーウェン・レーシング・オーガニゼーション ブルース・ジョンストン(P48/57)                                              | P57                   | D      | BRM P56(1.5L V8)                      | -            | グラハム・ヒル リッチー・ギンサー | 1(42pts)   | 4      |
| 1963年 | オーウェン・レーシング・オーガニゼーション スクーデリア・セントロ・スッド(P57)                                         | P57 P61               | D      | BRM P56(1.5L V8) BRM P60(1.5L V8)     | -            | グラハム・ヒル リッチー・ギンサー | 2(36pts)   | 2      |
| 1964年 | オーウェン・レーシング・オーガニゼーション モーリス・トランティニアン(P57) スクーデリア・セントロ・スッド(P57)         | P261 P67              | D      | BRM P60(1.5L V8)                      | シェル       | グラハム・ヒル リッチー・ギンサー リチャード・アトウッド | 2(42pts)   | 2      |
| 1965年 | オーウェン・レーシング・オーガニゼーション スクーデリア・セントロ・スッド(P57)                                         | P261                  | D      | BRM P60(1.5L V8)                      | シェル       | グラハム・ヒル ジャッキー・スチュワート | 2(45pts)   | 3      |
| 1966年 | オーウェン・レーシング・オーガニゼーション チーム・シャマコ・コレクト(P261) バーナード・ホワイト・レーシング(P261)     | P261 P83              | D      | BRM P60(2.1L V8) BRM P75(3.0L H16)    | シェル       | グラハム・ヒル ジャッキー・スチュワート | 4(22pts)   | 1      |
| 1967年 | オーウェン・レーシング・オーガニゼーション レグ・パーネル・レーシング(P261,P83) バーナード・ホワイト・レーシング(P261) | P261 P83 P115         | G      | BRM P60(2.1L V8) BRM P75(3.0L H16)    | シェル       | ジャッキー・スチュワート マイク・スペンス | 6(17pts)   | 0      |
| 1968年 | オーウェン・レーシング・オーガニゼーション レグ・パーネル・レーシング(P126) バーナード・ホワイト・レーシング(P261)     | P115 P126 P133 P138   | G      | BRM P75(3.0L H16) BRM P142(3.0L V12)  | シェル       | ペドロ・ロドリゲス リチャード・アトウッド マイク・スペンス ボビー・アンサー | 5(28pts)   | 0      |
| 1969年 | オーウェン・レーシング・オーガニゼーション レグ・パーネル・レーシング(P126)                                            | P133 P138 P139        | D      | BRM P142(3.0L V12)                    | シェル       | ジョン・サーティース ジャッキー・オリバー ビル・ブラック ジョージ・イートン | 6(7pts)    | 0      |
| 1970年 | オーウェン・レーシング・オーガニゼーション ヤードレー・チーム・BRM                                                     | P139 P153             | D      | BRM P142(3.0L V12)                    | シェル       | ペドロ・ロドリゲス ジャッキー・オリバー ジョージ・イートン ピーター・ウェストベリー | 7(23pts)   | 1      |
| 1971年 | ヤードレー・チーム・BRM                                                                                                | P153 P160             | D      | BRM P142(3.0L V12)                    | シェル       | ペドロ・ロドリゲス ジョー・シフェール ハウデン・ガンレイ ヘルムート・マルコ ピーター・ゲシン ビック・エルフォード ジョージ・イートン ジョン・キャノン                                          | 2(36pts)   | 2      |
| 1972年 | マールボロ・BRM | P153 P160B,P160C P180 | F      | BRM P142(3.0L V12)                    | BP           | ハウデン・ガンレイ レイネ・ウィセル ピーター・ゲシン ヘルムート・マルコ ジャン＝ピエール・ベルトワーズ アレックス・ソーラー＝ロイグ ジャッキー・オリバー ビル・ブラック ブライアン・レッドマン | 7(14pts)   | 1      |
| 1973年 | マールボロ・BRM | P160C,P160D,P160E     | F      | BRM P142(3.0L V12)                    | STP          | ジャン＝ピエール・ベルトワーズ クレイ・レガツォーニ ニキ・ラウダ ピーター・ゲシン | 7(12pts)   | 0      |
| 1974年 | チーム・モチュール・BRM                                                                                                | P160E P201            | F      | BRM P142(3.0L V12) BRM P200(3.0L V12) | モチュール   | ジャン＝ピエール・ベルトワーズ アンリ・ペスカロロ フランソワ・ミゴール クリス・エイモン | 7(10pts)   | 0      |
| 1975年 | スタンレー・BRM | P201                  | G      | BRM P200(3.0L V12)                    | ダッカムス   | マイク・ワイルズ ボブ・エバンス | NC(0pt)    | 0      |
| 1976年 | スタンレー・BRM | P201B                 | G      | BRM P200(3.0L V12)                    | ダッカムス   | イアン・アシュレイ | NC(0pt)    | 0      |
| 1977年 | スタンレー・BRM ロータリー・ウォッチ・スタンレー・BRM                                                                  | P201B P207            | G      | BRM P200(3.0L V12) BRM P202(3.0L V12) | ダッカムス   | ラリー・パーキンス コニー・アンダーソン テディ・ピレット ガイ・エドワーズ | NC(0pt)    | 0      |
| 年     | エントリー名 | 車体型番              | タイヤ | エンジン                              | 燃料・オイル | ドライバー | ランキング | 優勝数 |

- 太字はドライバーズタイトル獲得者
- 斜体になっているドライバーはスポット参戦など
- 斜体になっているチームはプライベーター（括弧内に使用した車体の型番を記載）
- *コンストラクタータイトルは1958年から設定された。このためコンストラクターとしてのポイントやランキングは存在しない。